# Municipio de Coalfield
El municipio de Coalfield (en inglés: Coalfield Township) es un municipio ubicado en el condado de Divide en el estado estadounidense de Dakota del Norte. En el año 2010 tenía una población de 34 habitantes y una densidad poblacional de 0,37 personas por km².

## Geografía
El municipio de Coalfield se encuentra ubicado en las coordenadas 48°50′37″N 103°0′1″O / 48.84361, -103.00028. Según la Oficina del Censo de los Estados Unidos, el municipio tiene una superficie total de 92.33 km², de la cual 91,69 km² corresponden a tierra firme y (0,7 %) 0,64 km² es agua.

## Demografía
Según el censo de 2010, había 34 personas residiendo en el municipio de Coalfield. La densidad de población era de 0,37 hab./km². De los 34 habitantes, el municipio de Coalfield estaba compuesto por el 94,12 % blancos, el 5,88 % eran asiáticos. Del total de la población el 5,88 % eran hispanos o latinos de cualquier raza.